# Понтіанакський султанат
Понтіанакський султанат (малай. Kesultanan Pontianak) — держава на о.Калімантан зі столицею в Понтіанаку, що виникла з частини Раджанату Мемпава. Боровся за владу з Самбаським і Банджармасінським султанатами.

## Історія
Був заснований в 1771 шаріфом Абдуррахманом Аль-Кадрі (нащадок Алі ібн Муси), що прибув з регіону Гадрамаут. На Калімантані уклав політичний шлюб з небогою раджи Мемпави, отримавши невеличке володіння, де заснував столицю Понтіанак на місці колишньої морської торгової стоянки. Згодом встановив дружні відносини з могутнім султанатом Банджармасіна, угоду закріплено шлюбом. 1775 року дозволив існування китайської торгівельної організації (конши) для видобутку золота, частина з якого йшла до скарбниці султана. У 1779 році султанат був визнаний Голландською Ост-Індською компанією і потрапив під її сюзеренітет. У тому року був побудований султанський палац Кадарія. Султан дав дозвіл голландцям зайняти територію навпроти свого палацу, яка зараз відома як район Танах Серібу або Веркендепаль.
Султанат підтримував дружні відносини з Республікою Ланьфан, створеною на острові китайськими колоністами. Разом з тим вів запеклі війни проти султанату Самбас та бугів на півночі. 1786 року війська Голландської Ост-Індійської компанії завдали поразки давньому ворогові султанату — Сукадані, землі якого 1790 року було приєднано до султанату Понтіанак. Починається боротьба з султанатом Банджармасін.
З 1808 року новий султан Касим Аль-Кадрі активно співпрацював з голландцями, потім з 1811 року — британцями, й з 1816 року — знову з голландцями. 1826 року Понтіанак став центром резидентства Нідерландської Ост-Індії. Економічного піднесення султанат досяг за Усмана Аль-Кадрі, який сприяв також розбудові столиці. Його наступник Юсуф Ал-Кадрі (1872—1895) активно сприяв ісламізації підвладного населення.
Мухаммад Аль-Кадрі активно сприяв технологічній модернізації держави, заохочував входження європейського та китайського приватного капіталу став першим, хто одягнув європейські регалії на додаток до малайського вбрання телук-беланга. 1944 року під час японської окупації Індонезії його було страчено японцями разом із двома своїми синами та іншими султанами Калімантану.
Останнім султаном став Гамід Аль-Кадрі II. Під час війни за незалежність Індонезії він активно співпрацював із нідерландською владою. Підсумком цієї співпраці стало створення 1949 року державного утворення Західни Калімантан (основу становив султанат Понтіанак) та його включення до складу Сполучених Штатів Індонезії як автономія.
1950 року після ліквідації Сполучених Штатів Індонезії, Західний Калімантан став провінцією Індонезії, а султани Понтіанака втратили фактичну владу над територією султанату, залишившись церемоніальними правителями. У 1953 році султана Гаміда аль-Кадірі II було засуджено до 10 років ув'язнення за співпрацю з колонізаторами. Після його смерті в 1978 році титул султана залишився вакантним до 2004 року. Його палац Кадрія на березі річки Капуас перетворено на музей.

## Територія
Спочатку землі розташовувалися між річками Ландак і Капуас. З 1790 року розширено на усе гирло Капуас та її притоки.